# Улица Губанова
У́лица Губа́нова — улица в Промышленном районе Самары, часть Седьмой просеки. Начинается от Московского шоссе, пересекает Ново-Садовую улицу, заканчивается на перекрёстке с Солнечной улицей, где переходит в Седьмую просеку.
Названа в честь Героя Советского Союза Георгия Губанова.

## История улицы
Бывший район сельскохозяйственной выставки и самарского ипподрома. 17 апреля 1986 года 14-я Ипподромная улица и часть Седьмой просеки получили название в честь Георгия Губанова и стала застраиваться по генплану типовыми жилыми панельными 9 и 12-этажными домами.
По первоначальному замыслу, улица Губанова должна была представлять собой бульвар, продолжающий парк «Воронежские озёра», но этот проект реализован не был.
Долгое время между Московским шоссе и улицей Ново-Садовой была застроена только чётная сторона улицы Губанова, и только после ликвидации ипподрома начала застраиваться и нечётная сторона — в основном коммерческой недвижимостью.
В 2017 году между Московским шоссе и Ново-Садовой улицей проложили временную асфальтовую дорогу.

## Здания
Чётная сторона
Чётная сторона улицы застроена в основном типовыми панельными многоэтажками (9 и 12 этажей) 1986—1989 годов постройки.
- № 4 — жилой дом. Сторона, выходящая на Московское шоссе, украшена муралом с портретом В. Д. Середавина[5]. На доме установлена памятная доска в честь Георгия Губанова.
- № 6 — 12-этажный одноподъездный жилой дом с нежилым одноэтажным пристроем, в котором располагаются пиццерия, паб, магазин.
- № 8 — 12-этажный одноподъездный жилой дом
- № 10 и № 12 — 9-этажные трёхподъездные жилые дома
- № 14 — 12-этажное здание с нежилым одноэтажным пристроем, где первоначально был предусмотрен «комбинат бытового обслуживания»: работали парикмахерская, прачечная; сейчас в нём пекарня-кулинария и киоск разливного пива.
- № 16 — 12-этажное здание
- № 18, № 20 и № 26 — 9-этажные жилые трёхподъездные дома
- № 20а — дом с арками. Построен в 2007 году. В отличие от соседних панельных домов 1980-1990х годов постройки, этот 15-этажный дом выполнен из кирпича с железобетонными перекрытиями. Он соединяет панельные девятиэтажки № 20 и № 26. Первый этаж дома отведён под нежилые помещения, коммерческую недвижимость.
- № 30 — жилой 7-этажный дом (кирпичный, построен в 1997 году). На 1 этаже: отделение «Почты России» № 29, отделение «Почта-Банка», нотариус, аптека, магазин.
- № 32 — жилой дом в 10 этажей (кирпичный, построен в 1998 году).
- № 39 — жилой дом в 9 этажей (железобетонные панели, построен в 1989 году).

Нечётная сторона
По нечётной стороне улицы Губанова числится немного зданий:
- № 3 и № 3а — нежилое здание; административно-производственные помещения, где располагаются офисы и сервисы.
- № 15 — жилой дом, коммерческая недвижимость на первом этаже. Кирпич, 10 этажей, 2002 год постройки.
- 21 — четырёхэтажное здание офисного центра «Тезис».

### Утраченные здания
- Сооружения сельхозвыставки.
- Конюшни Самарского ипподрома.
- Профилакторий Самарского дома печати.

## Транспорт
По ул. Губанова ходит маршрутка 272 (между Ново-Садовой и Солнечной).
Остановка «Улица Губанова» есть на ул. Солнечной. На Московском шоссе остановка называется «7-й микрорайон», на Ново-Садовой — «Улица Аминева»

## Почтовые индексы
- 443029
- 443125